# Equação de Poisson
Em matemática, a equação de Poisson é uma equação diferencial parcial com uma ampla utilidade em eletrostática, engenharia mecânica e física teórica. O seu nome é derivado do matemático e físico francês Siméon Denis Poisson.

## Definição
Em um conjunto aberto {\displaystyle U\subset \mathbb {R} ^{n}}, a equação de Poisson é definida por:
{\displaystyle \Delta \varphi =f}
onde, {\displaystyle f:U\to \mathbb {R} } é uma função chamada de termo fonte e {\displaystyle \Delta } denota o operador de Laplace (ou, laplaciano):
{\displaystyle \Delta \varphi :=\sum _{i=1}^{n}{\frac {\partial ^{2}\varphi }{\partial x_{i}^{2}}}}
Aqui, a incógnita {\displaystyle \varphi } é uma função de {\displaystyle U\subset \mathbb {R} ^{n}} em {\displaystyle \mathbb {R} .} Em muitos textos, o operador laplaciano é denotado por {\displaystyle \nabla ^{2}}. Esta notação é motivada pelo fato de que {\displaystyle \Delta =\nabla \cdot \nabla }, onde {\displaystyle \nabla } denota o gradiente. Quando {\displaystyle f\equiv 0} a equação é chamada de equação de Laplace.

### Caso em duas dimensões
Em duas dimensões, i.e. no espaço euclidiano {\displaystyle \mathbb {R} ^{2}}, a equação de Poisson toma a forma (em coordenadas cartesianas):
{\displaystyle {\frac {\partial ^{2}\varphi }{\partial x^{2}}}+{\frac {\partial ^{2}\varphi }{\partial y^{2}}}=f(x,y)}.
Em coordenadas polares {\displaystyle (r,~\theta )}, a equação torna-se:
{\displaystyle {\frac {\partial ^{2}g}{\partial r^{2}}}+{\frac {1}{r}}{\frac {\partial g}{\partial r}}+{\frac {1}{r^{2}}}{\frac {\partial ^{2}g}{\partial \theta ^{2}}}=h(r,\theta )},
Para obter esta equação faz-se as mudanças de variáveis {\displaystyle x=r{\text{cos }}\theta }, {\displaystyle y=r{\text{sen }}\theta }, {\displaystyle g(r,\theta )=\varphi (r{\text{cos }}\theta ,r{\text{sen }}\theta )} e {\displaystyle h(r,\theta )=\phi (r{\text{cos }}\theta ,~r{\text{sen }}\theta )}.

### Caso em três dimensões
Em três dimensões, i.e. no espaço euclidiano {\displaystyle \mathbb {R} ^{3}}, a equação de Poisson toma a forma (em coordenadas cartesianas):
{\displaystyle {\partial ^{2}\varphi  \over \partial x^{2}}+{\partial ^{2}\varphi  \over \partial y^{2}}+{\partial ^{2}\varphi  \over \partial z^{2}}=f(x,y,z)}.
Em coordenadas cilíndricas {\displaystyle (\rho ,~\theta ,~z)}, a equação torna-se:
{\displaystyle {1 \over \rho }{\partial  \over \partial \rho }\left(\rho {\partial g \over \partial \rho }\right)+{1 \over \rho ^{2}}{\partial ^{2}g \over \partial \theta ^{2}}+{\partial ^{2}g \over \partial z^{2}}=h(\rho ,\theta ,z)}
Pode-se obter esta fazendo as mudanças de variáveis {\displaystyle x=r{\text{cos }}\theta }, {\displaystyle y=r{\text{sen }}\theta }, {\displaystyle z=z}, {\displaystyle g(r,\theta ,z)=\varphi (r{\text{cos }}\theta ,r{\text{sen }}\theta ,z)} e {\displaystyle h(r,\theta ,z)=\phi (r{\text{cos }}\theta ,~r{\text{sen }}\theta ,z)}.
Em coordenadas esféricas {\displaystyle (r,\phi ,\theta )}, a equação toma a forma:
{\displaystyle {1 \over r^{2}}{\partial  \over \partial r}\left(r^{2}{\partial g \over \partial r}\right)+{1 \over r^{2}\sin \phi }{\partial  \over \partial \phi }\left(\sin \phi {\partial g \over \partial \phi }\right)+{1 \over r^{2}\sin ^{2}\phi }{\partial ^{2}g \over \partial \theta ^{2}}=h(r,\phi ,\theta )}.

## Soluções
Para resolver uma equação de Poisson podem-se utilizar vários métodos como, por exemplo, uma função de Green ou métodos numéricos como o método das diferenças finitas (MDF), o método dos elementos finitos (MEF) ou o  Element Free-Gallerkin Method (EFGM).

### Solução em Rn
Pode-se obter uma solução clássica para a equação de Poisson em {\displaystyle \mathbb {R} ^{n}}:
{\displaystyle -{\Delta }\varphi =g}
supondo {\displaystyle g\in C_{c}^{2}(\mathbb {R} ^{n},\mathbb {R} )}, i.e. {\displaystyle g} é duas vezes continuamente diferenciável com suporte compacto. Neste caso, a solução é dada por:
{\displaystyle \varphi (x)=\int _{\mathbb {R} ^{n}}\Phi (x-y)g(y)dy}
onde, {\displaystyle \Phi :\mathbb {R} ^{n}-{0}\to \mathbb {R} } é a solução fundamental da equação de Laplace.

#### Demonstração
Mostraremos, primeiro, que {\displaystyle \varphi \in C^{2}(\mathbb {R} ^{n},\mathbb {R} ).} Note que:
{\displaystyle \varphi (x)=\int _{\mathbb {R} ^{n}}\Phi (y)g(x-y)dy}.
Como {\displaystyle g\in C_{c}^{2}(\mathbb {R} ^{n},\mathbb {R} )}, temos
{\displaystyle {\frac {\partial \varphi }{\partial x_{i}}}(x)=\lim _{h\to 0}{\frac {\varphi (x+h\cdot e_{i})-\varphi (x)}{h}}=\int _{\mathbb {R} ^{n}}\Phi (y)\left[\lim _{h\to 0}{\frac {g(x+he_{i}-y)-g(x-y)}{h}}\right]dy=\int _{\mathbb {R} ^{n}}\Phi (y){\frac {\partial g}{\partial x_{i}}}(x-y)dy}
e, de forma análoga, temos
{\displaystyle {\frac {\partial ^{2}\varphi }{\partial x_{i}^{2}}}=\int _{\mathbb {R} ^{n}}\Phi (y){\frac {\partial g^{2}}{\partial x_{i}^{2}}}(x-y)dy}
o que mostra que {\displaystyle \varphi \in C^{2}(\mathbb {R} ^{n},\mathbb {R} ).} No cálculo acima, {\displaystyle e_{i}} denota o {\displaystyle i}-ésimo vetor da base canônica do {\displaystyle \mathbb {R} ^{n}}.
Mostraremos, agora, {\displaystyle -\Delta \varphi =g}. Como {\displaystyle \Phi } tem uma singularidade em {\displaystyle 0}, tomamos {\displaystyle \varepsilon >0} e escrevemos:
(1)\quad {\displaystyle \Delta \varphi (x)=\int _{B(0,\varepsilon )}\Phi (y)\Delta _{x}g(x-y)dy+\int _{\mathbb {R} ^{n}-B(x,\varepsilon )}\Phi (y)\Delta _{x}g(x-y)dy}
Aqui, {\displaystyle B(0,\varepsilon )} denota a bola de centro {\displaystyle 0} e raio {\displaystyle \varepsilon }. Estimando o primeiro termo, vemos que:
(2)\quad {\displaystyle \left|\int _{B(0,\epsilon )}\Phi (y)\Delta _{x}g(x-y)dy\right|\leq \left\{{\begin{array}{ll}C||D^{2}g||_{\infty }\varepsilon ^{2}|\ln \varepsilon |&,n=2\\C||D^{2}g||_{\infty }\varepsilon ^{2}&,n\geq 3\end{array}}\right.}
Aqui, {\displaystyle ||\cdot ||_{\infty }} denota a norma {\displaystyle L_{\infty }(\mathbb {R} ^{n})}. Já o segundo termo pode ser integrado por partes, o que nos fornece:
(3)\quad {\displaystyle \int _{\mathbb {R} ^{n}-B(x,\epsilon )}\Phi (y)\Delta _{x}g(x-y)dy=-\int _{\mathbb {R} ^{n}-B(0,\varepsilon )}D\Phi (y)\cdot D_{y}g(x-y)dy+\int _{\partial B(0,\varepsilon )}\Phi (y){\frac {\partial g}{\partial \nu }}(x-y)dS(y)}
Aqui, {\displaystyle {\frac {\partial g}{\partial \nu }}} denota a derivada normal de {\displaystyle g}. Estimando este último termo, obtemos:
(4)\quad {\displaystyle \left|\int _{\partial B(0,\varepsilon )}\Phi (y){\frac {\partial g}{\partial \nu }}(x-y)dS(y)\right|\leq \left\{{\begin{array}{ll}C||Dg||_{\infty }\varepsilon |\ln \varepsilon |&,n=2\\C||Dg||_{\infty }\varepsilon &,n\geq 3\end{array}}\right.}
Se integrarmos por partes o penúltimo termo de (3) novamente, vemos que:
(5)\quad {\displaystyle -\int _{\mathbb {R} ^{n}-B(0,\varepsilon )}D\Phi (y)\cdot D_{y}g(x-y)dy=\int _{\mathbb {R} ^{n}-B(0,\varepsilon )}\Delta \Phi (y)g(x-y)dy-\int _{\partial B(0,\epsilon )}{\frac {\partial \Phi }{\partial \nu }}(y)g(x-y)dS(y)}
Aqui, o penúltimo termo é nulo, pois {\displaystyle \Delta \Phi \equiv 0}  em {\displaystyle \mathbb {R} ^{n}-B(0,\varepsilon )}. E, este último termo é tal que:
(6)\quad  {\displaystyle \int _{\partial B(0,\epsilon )}{\frac {\partial \Phi }{\partial \nu }}(y)g(x-y)dS(y)={\frac {1}{n\alpha (n)\varepsilon ^{n-1}}}\int _{\partial B(x,\varepsilon )}g(y)dS(y)\to g(x)\quad {\text{quando}}\quad \varepsilon \to 0}
pois, notemos que o termo a direita deste símbolo de igualdade é a média de {\displaystyle g} sobre a fronteira da bola {\displaystyle B(x,\varepsilon )}. Voltando a (1) e usando as conclusões de (2)-(6), concluímos que {\displaystyle -\Delta \varphi =g}.

## Condições de contorno
A equação de Poisson em domínios limitados deve ser complementada com condições de contorno.

### Condição de contorno de Dirichlet
Diz que a equação de Poisson tem condições de contorno de Dirichlet quando a função incógnita {\displaystyle \varphi } é explicitamente descrita no contorno do domínio, i.e.:
{\displaystyle {\begin{array}{rclcl}\triangle \varphi &=&f,\quad &x\in D\\\varphi &=&g,&x\in \partial D\end{array}}.}

#### Unicidade
Como consequência do princípio do máximo forte para funções harmônicas, mostra-se que se {\displaystyle D} é conexo, {\displaystyle \varphi \in C^{2}(D)\cap C({\bar {D}})} e {\displaystyle g\in C(\partial D)}, então existe no máximo uma solução para o problema de Dirichlet sobre tais hipóteses.
A unicidade de solução também é garantida mesmo que {\displaystyle D} não seja conexo. Com efeito, assumindo {\displaystyle D} aberto, limitado, {\displaystyle \partial D\in C^{1}} e {\displaystyle \varphi ,~{\tilde {\varphi }}\in C^{2}(U)} duas soluções do mesmo problema acima, então tomando {\displaystyle u=\varphi -{\tilde {\varphi }}} temos:
{\displaystyle {\begin{array}{rclcl}\triangle u&=&0,\quad &x\in D\\u&=&0,&x\in \partial D\end{array}}.}
Agora, usando de integração por partes, obtemos:
{\displaystyle \int _{D}\|D\,u\|^{2}\,dx=-\int _{D}u\Delta u\,dx=0}
o que implica que {\displaystyle D\,u=0} que, por sua vez, implica {\displaystyle u} constante. Como {\displaystyle u=0} em {\displaystyle \partial D}, temos {\displaystyle u=0} em {\displaystyle {\bar {D}}}, i.e. {\displaystyle \varphi ={\tilde {\varphi }}}, como queríamos demonstrar.

### Condição de contorno de Neumann
Diz que a equação de Poisson tem condições de contorno de Neumann quando a derivada normal da função incógnita {\displaystyle \varphi } é explicitamente descrita no contorno do domínio, i.e.:
{\displaystyle {\begin{array}{rclcl}\triangle \varphi &=&f,\quad &x\in D\\{\frac {\partial }{\partial \eta }}\varphi &=&g,&x\in \partial D\end{array}}.}